# Natalia Sikora
Natalia Sikora (Słupsk, 20 aprile 1986) è una cantante e attrice polacca.

## Biografia
Diplomata all'Accademia Teatrale Aleksander Zelwerowicz di Varsavia, Natalia Sikora ha avviato la sua carriera musicale cantando a vari festival in tutta la Polonia. Nel 2003 ha partecipato alla competizione musicale televisiva Szansa na sukces, vincendo un episodio. Dal 2009 al 2013 è stata la cantante del gruppo symphonic metal At the Lake.
È salita alla ribalta con il grande nel 2013 con la sua vittoria alla seconda edizione del talent show di TVP2 The Voice of Poland per volere del televoto. Nel giugno dello stesso anno è uscito il suo album di debutto Zanim, che ha debuttato alla 50ª posizione della classifica polacca. Il suo piazzamento migliore è arrivato nel 2018 con l'album di cover Tribute to Mira Kubasińska, che ha raggiunto la 35ª posizione.

## Filmografia

### Cinema
- Stacja Warszawa, regia di Maciej Cuske e Kacper Lisowski (2013)
- Arbiter uwagi, regia di Jakub Polakowski (2014)
- Já, Olga Hepnarová, regia di Petr Kazda e Tomás Weinreb (2016)
- Bodo, regia di Michal Kwiecinski (2017)
- Kler, regia di Wojciech Smarzowski (2018)

### Televisione
- Teatr telewizji – serie TV (2007–19)
- Mam cie na tasmie, regia di Maciej Buchwald – cortometraggio (2010)
- O mnie sie nie martw – cortometraggio (2016)
- Bodo – serie TV (2016)
- Na dobre i na zle – serie TV (2017)
- Botoks – serie TV (2018)
- Bitter herb, regia di Maria Ornaf – cortometraggio (2019)

## Teatro
- Elegia Kresu, regia di S. Miedziewski. Teatr„Rondo di Słupsk (2005)
- Dziady, regia di S. Miedziewski. Nowy Teatr im. Witkacego di Słupsk (2007)
- Moulin Noir. Antyrewia, regia di M. Przybylski. Teatr Współczesny di Varsavia (2008)
- Anty-Szanty, regia di Jerzy Satanowski. Teatr Atelier im. Agnieszki Osieckiej di Sopot (2008)
- Bóg mówi słowo, regia di Jan Englert. Akademia Teatralna di Varsavia (2009)
- Chopin w Ameryce, regia di Andrzej Strzelecki. Akademia Teatralna di Varsavia (2009)
- Dziady, regia di K. Kolendowicz. Akademia Teatralna di Varsavia (2010)
- Cabaret, regia di Andrzej Maria Marczewski. Nowy Teatr im. Witkacego di Słupsk (2011)
- Album snów, regia di Roman Kołakowski. Teatr Polski di Varsavia (2011)
- Hekabe, regia di K. Labakhua. Teatr Polski di Varsavia (2011)
- Wszędzie jest wyspa tu, regia di Magdalena Smalara. Teatr Polski di Varsavia (2012)
- Kalino malino czerwona jagodo, regia di Igor Gorzkowski. Studio teatrale Koło di Varsavia (2012)
- Norwid Blues. Recital Natalii Sikory, regia di Natalia Sikora. Teatr Polski di Varsavia (2012)
- Martwa królewna, regia di Romuald Szejd. Teatr Scena Prezentacje di Varsavia (2013)
- Quo vadis słowami Sienkiewicza, Eliota, Audena i innych regia di Janusz Wiśniewski. Teatr Polski di Varsavia (2013)
- Molly i Bloom, regia di Romuald Szejd. Teatr Scena Prezentacje di Varsavia (2013)
- Joplin, regia di Tomasz Gawron. Teatr Muzyczny Capitol di Breslavia (2014)
- Cygan w Polskim. Życie jest piosenką, regia di Jacek Cygan. Teatr Polski di Varsavia (2014)
- Zelda i Scott, regia di Romuald Szejd. Teatr Scena Prezentacje di Varsavia (2015)
- Wesele, regia di Krzysztof Jasiński. Teatr Polski di Varsavia (2015)
- Piękny Nieczuły, regia di Edward Wojtaszek. Teatr Polonia di Varsavia (2017)
- Hustawka, regia di Natalia Sroka. Teatr Och di Varsavia  (2019)

## Discografia

### Album in studio
- 2013 – Zanim
- 2014 – BWB Experience
- 2014 – Absurdustra Próba Norwida (Sikora Proniuk Duo)
- 2016 – Buried Alive in the Blues (con i Voo Doo Dog)
- 2018 – Tribute to Mira Kubasińska
- 2019 – Ailatan

### Singoli
- 2013 – Koniec
- 2018 – Pożegnalny blues
- 2018 – Poszłabym za Tobą
- 2019 – Ostrożnie to moje serce